# Dendrobium amabile
Dendrobium amabile es una especie de orquídea originaria de Asia.

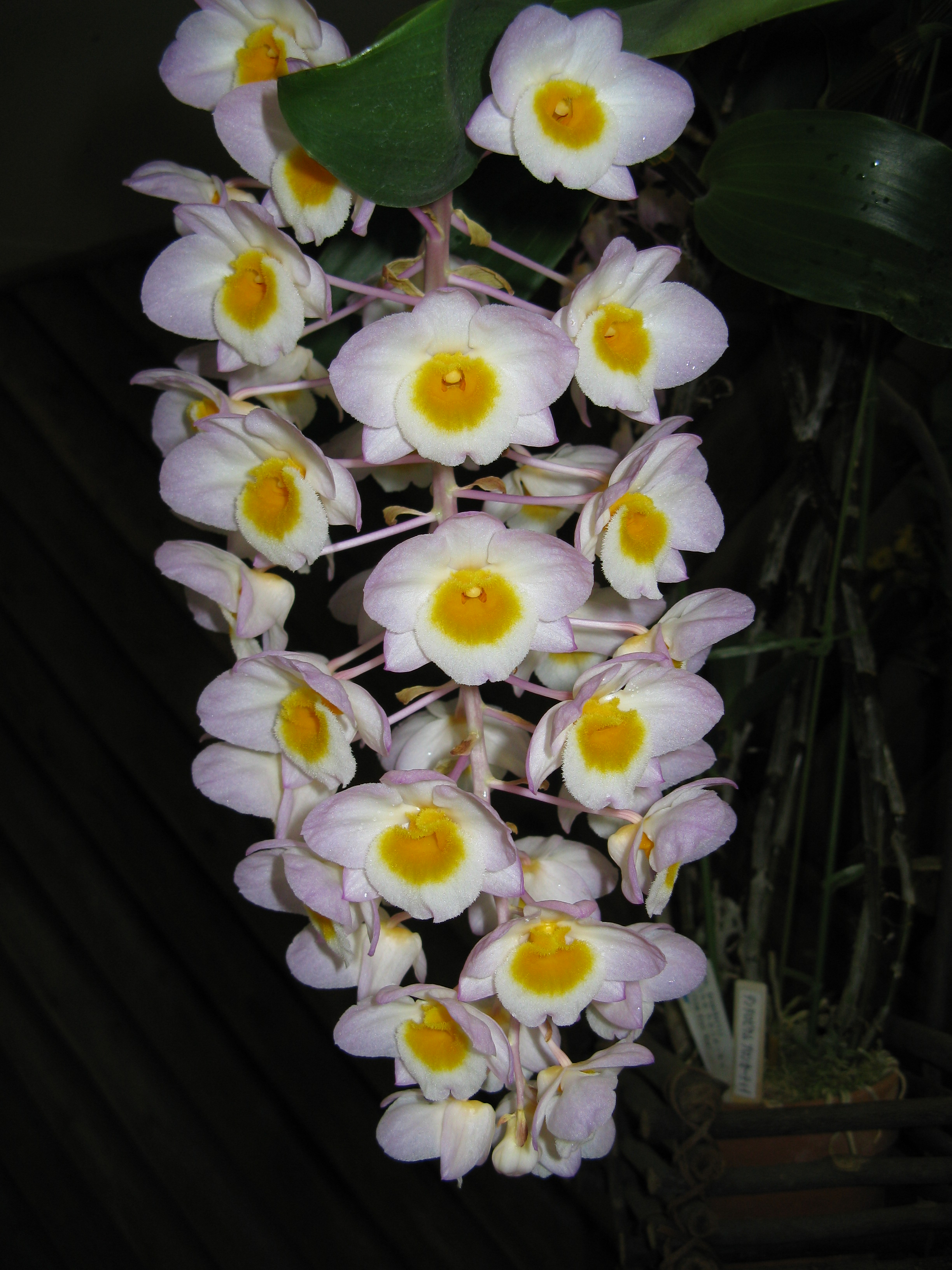
Inflorescencia

## Descripción
Es una orquídea de tamaño mediano a grande, que prefiere un clima cálido. Con hábitos epífitas con  muchos surcos, articulada e hinchada en el centro surgen tallos que se estrechan en ambos extremos y que llevan 2 a 5 hojas, oblongo-lanceoladas, coriáceas, persistentes. Florece en la primavera y el verano en una inflorescencia de 30 cm de largo,  péndula, con varias  flores laxas.

## Distribución y hábitat
Se encuentra en Hainan en China y en Vietnam en las elevaciones de alrededor de 1200 metros. 

## Taxonomía
Dendrobium amabile  fue descrita por (Lour.) O'Brien   y publicado en The Gardeners' Chronicle, ser. 3 46: 393. 1909.
Etimología
Dendrobium: nombre genérico que procede de la palabra griega (δένδρον) dendron = "tronco, árbol" y (βιος) Bios = "vida", en resumen significa "viven sobre los troncos de los árboles" (por su naturaleza epifita).
amabile: epíteto latino que significa "amable".
Sinonimia
- Callista amabilis Lour.	basónimo
- Dendrobium bronckartii De Wild.
- Epidendrum callista Raeusch.[4][5]